# Der Fall Paradin
Der Fall Paradin (Alternativtitel: Schuldig oder nicht Schuldig?, Haßliebe) ist ein US-amerikanisches Gerichtsdrama von Alfred Hitchcock aus dem Jahr 1947. Der Film basiert auf dem Roman Wege im Zwielicht von Robert Smythe Hichens. Der Originaltitel des Films lautet wie der des Romans The Paradine Case.

## Handlung des Films
Die schöne Mrs. Paradin ist angeklagt, ihren blinden Mann vergiftet zu haben. Sie stammt aus armen Verhältnissen und hatte einen reichen älteren Oberst geheiratet. Mit der Verteidigung wird die Anwaltsfirma von Sir Simon Flaquer beauftragt, der dem Anwalt Keane die Verantwortung überträgt. Dieser ist zwar glücklich verheiratet, erliegt aber binnen kürzester Zeit den Reizen seiner Mandantin; so gerät er zunehmend unter ihren Einfluss.
Im Laufe der Verhandlung stellt sich heraus, dass Mrs. Paradin ein Verhältnis mit ihrem Stallknecht Andre Latour, dem ehemaligen Diener ihres Mannes, hatte. Keane versucht vergeblich, den Liebhaber in einem Kreuzverhör als Mörder zu entlarven. In einer Besprechung verbietet Mrs. Paradin Keane, Andre Latour so unter Druck zu setzen. Keane hält sich aber daran nicht und zerlegt Latour im Kreuzverhör. Latour beschuldigt schließlich Mrs. Paradin und begeht Selbstmord, und Keane erkennt, dass seine Mandantin die Mörderin ist. Sie gibt es letzten Endes auch freimütig im Gerichtssaal zu. Sie wendet sich an Keane und drückt ihre Verachtung ihm gegenüber aus. Keane, der sich die Schuld am Selbstmord gibt, bricht emotional vor Gericht zusammen und gesteht seinen Fehler ein. Er bittet darum, die Verteidigung abzugeben. Mrs. Paradin wird später zum Tode verurteilt und Gay Keane sagt ihrem Mann, dass sie trotz allem stolz auf ihn sei. Das Ende des Films deutet an, dass sie ihm vergeben wird.

## Hintergründe
- Der Fall Paradin war Hitchcocks letzte Arbeit unter seinem Vertrag mit David O. Selznick und kostete das Studio mit drei Millionen Dollar annähernd ebenso viel wie der wesentlich aufwendigere Film Vom Winde verweht (1939). Der Grund für die Überziehung des Budgets war, dass man von Anfang an hinter dem Drehplan herhinkte. Selznick beschwerte sich, Hitchcock sei „unverantwortlich langsam“ und zeige außerdem „eine offensichtliche Indifferenz gegenüber Kosten und überhaupt nicht mehr die feste Hand, die ich einst geschätzt habe“. Hitchcock hingegen beklagte sich gegenüber Selznick mehrfach darüber, dass er einen Film unter Produktionsbedingungen drehen müsse, die technisch „zwanzig Jahre hinter der Zeit zurück“ seien. Darüber hinaus verfasste Selznick selbst die Endfassung des Drehbuchs, und zwar Szene für Szene, die er jeweils erst unmittelbar vor Drehbeginn vorlegte – eine für Hitchcock sehr enervierende Vorgehensweise. Hinzu kamen die ständigen Einmischungen Selznicks in Hitchcocks vorsichtige Planung des Produktionsbudgets; er bestand bei vielen Szenen darauf, sie wiederholen zu lassen.[1]

## Trivia
- Für die Gerichtsszenen wurde eine genaue Kopie des Old-Bailey-Gerichtssaals gebaut.[2]
- Obwohl Hitchcock die Darsteller mochte, sah er Gregory Peck, Alida Valli und Louis Jourdan für ihre Rollen als ungeeignet an. Selznick bestand als Studiochef allerdings darauf, sie einzusetzen. Hitchcock wünschte sich ursprünglich Sir Laurence Olivier als Keane, Greta Garbo als Mrs. Paradin und Robert Newton als André Latour.[2]
- Als Hitchcock nach einer Rekordzeit von 92 Drehtagen den fertigen Film dem Studio ablieferte, hatte er eine Laufzeit von fast drei Stunden. 1980 wurde die ungeschnittene Originalversion von einem Hochwasser zerstört, was eine Restaurierung der geschnittenen Version als unwahrscheinlich erscheinen lässt.[2]
- Leo G. Carroll hat insgesamt sechs Sprechrollen – allesamt Nebenrollen – in Hitchcock-Filmen, so viele wie sonst niemand. Seine Rolle als Staatsanwalt in Der Fall Paradin ist unter all diesen die textreichste und die mit der längsten Leinwandpräsenz.
- Hitchcock verlässt (ca. zur 36. Filmminute) einen Zug in der Cumberland Station mit einem Cello (siehe auch Cameo-Auftritt im Film Der Fremde im Zug).
- In etwa Minute 42 sieht man die Noten eines Klavierstücks, das den Titel Appassionata trägt. Das Stück steht in der Tonart Ges-Dur und die Tempobezeichnung lautet Lento. Als Komponistenbezeichung findet sich auf dem Notenblatt Francesco Ceruomo, Op. 69. - Der Komponistenname ist eine spaßhafte italienische Übersetzung von Franz Waxman, dem Komponisten der Filmmusik. Die Noten zeigen den Anfang des Klavierstücks, das Maddalena Paradin in der ersten Szene des Films spielt. Die Melodie dazu erklingt bereits im Vorspann und ist das Titelthema des Films.

## Auszeichnungen
1948 war Ethel Barrymore für den Oscar als beste Nebendarstellerin nominiert.

## Kritiken
„[…] die Redseligkeit des Films mindert die Spannung. (Wertung: 2 Sterne → durchschnittlich)“

„Kriminalistische und ehepsychologische Probleme in einem brillant gespielten, für Hitchcocks Verhältnisse ungewöhnlich breit angelegten und dialogreichen Drama, das – von der zeitgenössischen Kritik geringgeschätzt – in neuerer Zeit als eines der bedeutenderen Werke des Meisters betrachtet wird.“

„Der Film besticht durch die menschliche Tiefe.“

„Bemerkenswerter Fall einer Giftmörderin und ihres Strafverteidigers, in dem sich kriminelle und ehepsychologische Probleme gegenseitig durchdringen. Hervorragend gestaltet und menschlich vertieft.“

„Die teilweise künstlich komplizierte und dennoch psychologisch einfühlsame Dramatik des Films, die mehr den Verteidiger als die Mörderin in den Mittelpunkt des Geschehens stellt, weist das Werk als einen typischen, als gehobene Unterhaltung schätzenswerten Hitchcock-Streifen aus.“